# 淡紅新棘鮋
淡紅新棘鮋，為輻鰭魚綱鮋形目鮋亞目鮋科的其中一種，為亞熱帶海水魚，分布於中東太平洋夏威夷群島海域，棲息深度108-302公尺，體長可達10公分，棲息在底層水域，生活習性不明。

## 扩展阅读
維基物種上的相關：淡紅新棘鮋